# MAI Moskva
Sportivnyj Klub Moskovskogo Aviatsionnogo Instituta (SK MAI – international ofte omtalt som MAI Moskva) (russisk: Спортивный клуб Московского Авиационного Института (Ск МАИ)) er Moskvas Institut for Luftfarts idrætsforening med over 30 forskellige sportsgrene på programmet. Klubben blev stiftet i 1930.
Klubben er internationalt især kendt for sit herrehåndboldhold, som vandt det sovjetiske håndboldmesterskab for mænd syv gange: 1965, 1968, 1970, 1971, 1972, 1974 og 1975. Holdet vandt endvidere Mesterholdenes Europa Cup i håndbold i 1972-73 og var i finalen igen sæsonen efter. I sæsonen 1975-76 vandt holdet Cup Winners' Cup.